# 田辺権太夫
田辺 権太夫（たなべ ごんだゆう）は、山城淀藩の家老。諱は信尚（のぶひさ）。
12歳のときに家督を継いで稲葉正守に仕えた。その後は稲葉正誼、稲葉正邦に仕えた。27歳のとき、淀藩における士風の弱体化を嘆いて藩上層部に武芸の奨励を訴えたが黙殺された。しかしこの訴えが正邦の目にとまり、安政4年（1857年）に城代家老に取り立てられて2000石を領した。元治元年（1864年）の天狗党の乱では淀藩の分散所領である下総で養成していた農民兵を率いて鎮圧に務めた。
正邦は幕末に老中を務めた佐幕派であるが、田辺は時代の趨勢を悟って慶応2年（1866年）の第2次長州征伐には反対した。慶応4年（1868年）1月の鳥羽・伏見の戦いの際には江戸に滞在しており、開戦を知って京都に向かおうとしたが、徳川慶喜が江戸に逃走してくると京都行きを中止する。田辺は藩論を尊王でまとめ、3月には蟄居した。明治維新後は藩大参事となり、明治15年（1882年）に巨椋池沿岸の開拓に尽力した。
明治27年（1894年）に死去。享年66。